# Mesometra orbiculare
Mesometra orbiculare är en plattmaskart. Mesometra orbiculare ingår i släktet Mesometra och familjen Mesometridae. Inga underarter finns listade i Catalogue of Life.